# Doiber

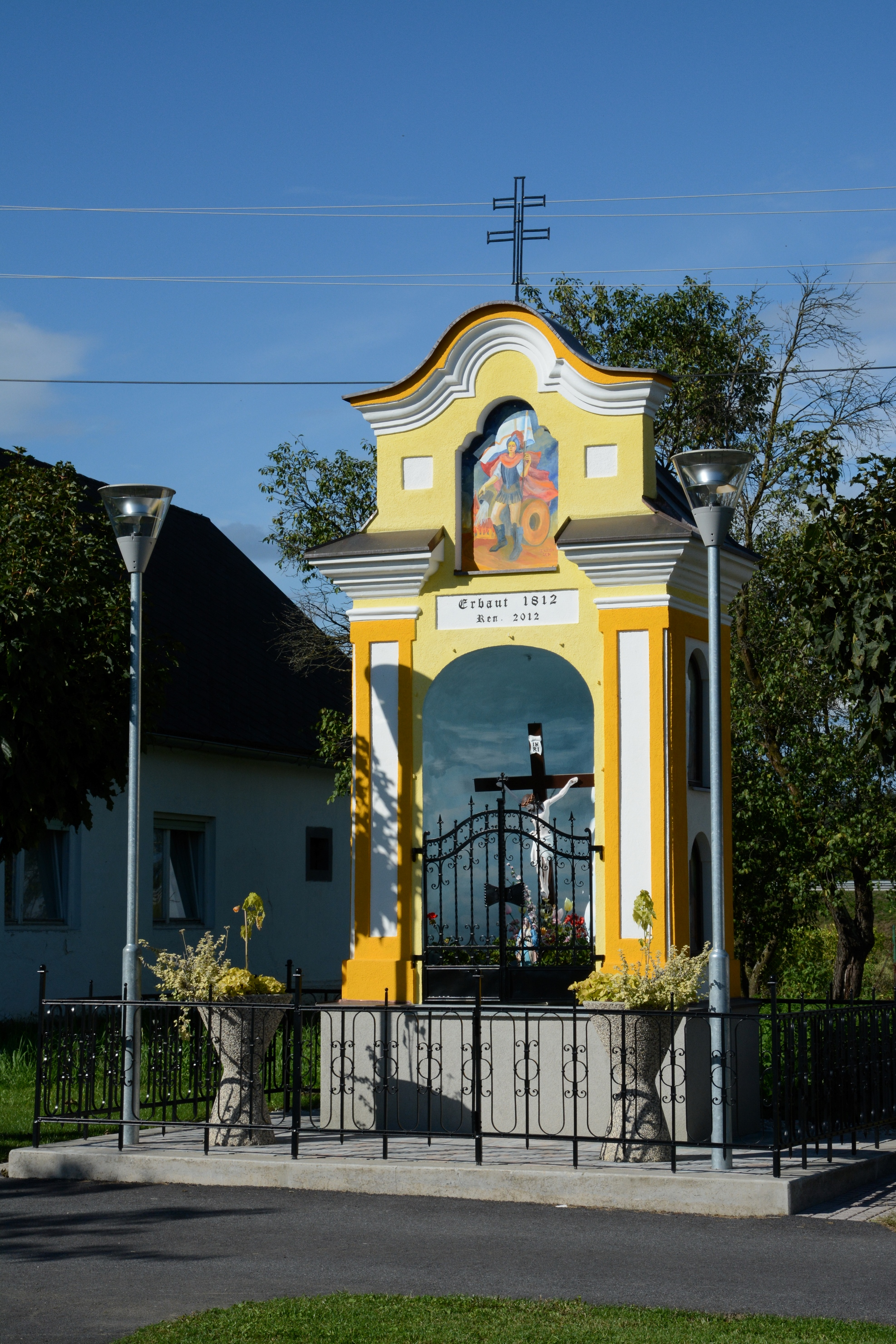
Die denkmalgeschützte Wegkapelle in Doiber

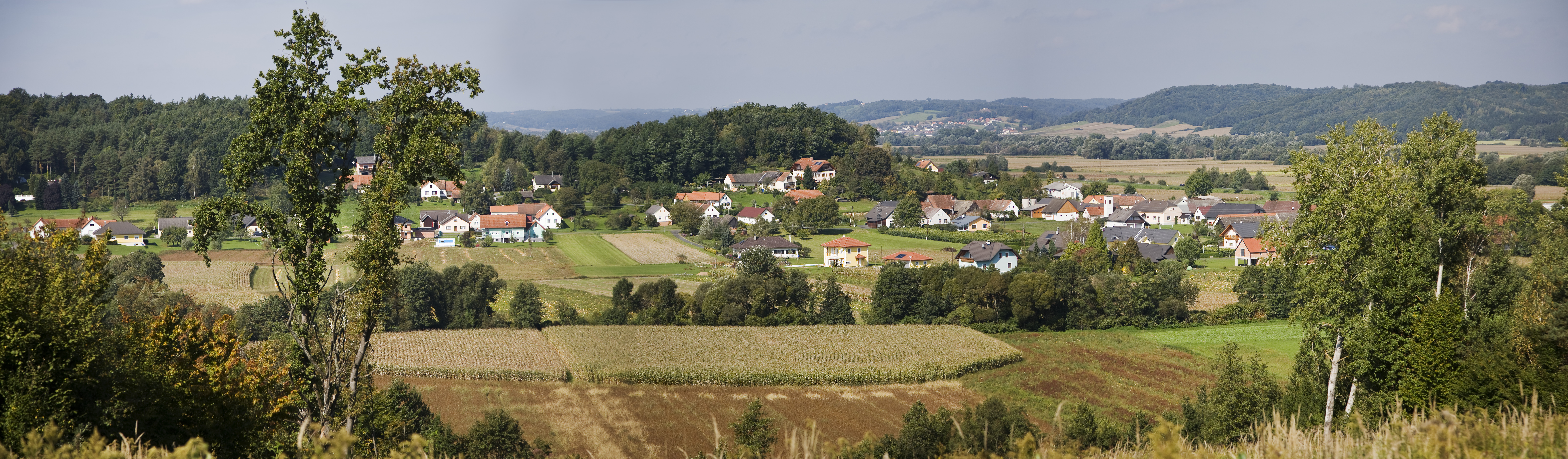
Panorama von Doiber von Osten gesehen

Doiber (ungarisch Döbör) ist eine Ortschaft und Katastralgemeinde der Gemeinde St. Martin an der Raab im Bezirk Jennersdorf im Burgenland in Österreich.

## Geografie
Der Ort liegt im Raabtal.
Im Norden grenzt Doiber an Jennersdorf, im Osten an St. Martin an der Raab, im Süden an Windisch-Minihof, im Südwesten an Welten und im Westen an Gritsch.
Die Ortsgrenze zu St. Martin an der Raab bildet der Doiberbach im Osten, der in Neuhaus am Klausenbach seinen Ursprung hat. Im Norden bildet die Raab die Grenze zu Jennersdorf.

## Geschichte
Die ersten Ansiedlungen verlieren sich im Grau der Vorzeit. Wie die Funde im Wald zwischen Doiber und Gritsch dokumentieren, war der Ort schon zur Zeit der Römer besiedelt.
Am 8. Juni 1867 wird der einheitliche Kaiserstaat Österreich-Ungarn politisch in die selbstständigen Reichshälften Österreich und Ungarn geteilt. Doiber gehörte damit wie das gesamte Burgenland bis 1921 zur ungarischen Reichshälfte, Region Deutsch-Westungarn. Auf Anordnung der Regierung in Budapest musste ab 1898 aufgrund der Magyarisierungspolitik der ungarische Ortsname Malomgödör verwendet werden.
Nach Ende des Ersten Weltkriegs wurde die Gemeinde den Verträgen von St. Germain und Trianon zufolge 1919 Österreich zugesprochen.
Als Folge des Anschlusses an das Deutsche Reich erfolge 1938 die Auflösung des Burgenlandes. Doiber gehörte bis 1945 zum Kreis Feldbach, Gau Steiermark.
Mit Wirksamkeit vom 1. Jänner 1971 wurde aufgrund des Gemeindestrukturverbesserungsgesetzes die vordem selbstständige Gemeinde Doiber, gemeinsam mit den vordem ebenfalls selbstständigen Gemeinden Gritsch, Neumarkt an der Raab, Oberdrosen und Welten mit der Gemeinde St. Martin an der Raab zusammengeschlossen.

## Verkehr
Das Ortsgebiet wird im Norden von der Güssinger Straße (B57) durchzogen, die von Oberwart über Jennersdorf nach Feldbach führt. Direkt durch die Ortschaft führt die Doiber-Welten-Landesstraße (L268), die beim Kreisverkehr in St. Martin an der Raab von der Doiber Straße (B58) abzweigt und in Welten in die Güssinger Straße einmündet.

## Sehenswürdigkeiten
- Kapelle – Die Kapelle wurde 1812 errichtet. Sie wurde 2001 und 2012 vom Verschönerungsverein Doiber renoviert und steht unter Denkmalschutz (Listeneintrag).

## Tourismus
Der Ort ist Teil des Naturparks Raab-Őrség-Goričko.
Durch den Ort führt der Radweg Neuhauser Hügelland (B70), dessen 43,3 Kilometer langer Rundkurs von St. Martin an der Raab über Oberdrossen, Tauka, Kalch, Neuhaus am Klausenbach, den Hirzenriegel und Welten wieder zurück nach St. Martin an der Raab führt. Da 569 Höhenmeter zu überwinden sind, ist der Radweg nur sportlich geübten Fahrern zu empfehlen.

## Politik
Ortsvorsteher von Doiber ist Franz Pint. Im Gemeinderat ist Doiber nach der Gemeinderatswahl 2012 mit Franz Pint (SPÖ) und Ewald Laczko (ÖVP) vertreten. Den Ortsausschuss bilden Christian Kahr, Franz Wagner (beide SPÖ), Hans-Peter Wagner, Christian Bauer (beide ÖVP) und Eduard Windisch (Liste Zukunft St. Martin an der Raab).

## Vereine
- Freiwillige Feuerwehr Doiber – Die Feuerwehr wurde 1925 gegründet. Mit Stand vom 8. Dezember 2024 gehören ihr 28 Aktive, 2 Jugendlicher, 6 Gastmitglieder  und 9 Reservisten an. Kommandant ist Michael Laczko.[9]

Nach Überlieferungen existierte in Doiber bereits 1864 eine von Georg Lendl gegründete Feuerwehr. Verwaltet wurde diese lose Verbindung von Männern, die es sich zum Ziel gesetzt hatten bei der Bekämpfung von Bränden zu helfen, von der Gemeinde. Zur wirksamen Bekämpfung von Bränden wurde eine Handdruckspritze angekauft. Überliefert ist, dass 1916 ein Großbrand ausgebrochen war, bei dem acht Häuser niederbrannten. Dieser Brand soll erst durch die Hilfestellung der Feuerwehr St. Gotthard (heute Ungarn) mit einer Dampfdruckspritze erfolgreich bekämpft worden sein.
Anlässlich der Gründung der Freiwilligen Feuerwehr Doiber im Jahr 1925 wurde eine Handdruckspritze für Pferdegespanne beschafft. Ein Jahr darauf wurde das Feuerwehrhaus errichtet. 1940 wurde eine Motorspritze in Betrieb genommen.
Infolge der Wirren des Zweiten Weltkriegs kamen sämtliche Ausrüstungsgegenstände und Geräte abhanden, sodass 1950 neuerlich eine Motorspritze und Schlauchmaterial angekauft wurde. Durch verschiedene Veranstaltungen wurde Geld angespart, um die Ausrüstung zu erneuern und zu erweitern. Aus den Restbeständen der russischen Besatzung wurde 1955 ein Kraftfahrzeug angekauft. Im Rahmen eines Festaktes wurde am 15. Mai 1969 ein Kleinlöschfahrzeug und eine Motorspritze ihrer Bestimmung übergeben. In den Folgejahren wurde die Feuerwehr mit Funkgeräten ausgestattet und die landesweite Sirenenanlage im Feuerwehrhaus installiert.
Am 27. Juni 1993 wurde ein neues Kleinlöschfahrzeug und eine neue Tragkraftspritze in Betrieb genommen. Als Patinnen fungierten 32 Frauen aus Doiber. Zwischen 1995 und 2000 wurde das alte Feuerwehrhaus umgebaut und renoviert.
Im Herbst 2005 fand der Spatenstich zum neuen Feuerwehrhaus statt. Dieses wurde am 25. August 2007 gesegnet und von Landeshauptmann Hans Niessl seiner Bestimmung übergeben. Bemerkenswert ist, dass das neue Feuerwehrhaus im Eigentum der Gemeinde steht und die Feuerwehr nur als Mieter fungiert. Die Mietkosten wurden mit indexgesichteten 4.500,-- Euro pro Jahr festgelegt.
Bisherige Kommandanten der Freiwilligen Feuerwehr Doiber waren: Josef Broder (von 1925 bis 1940 und von 1945 bis 1954), Franz Redl (von 1940 bis 1945), Josef Poglitsch (von 1954 bis 1977), Hermann Gmeindl (von 1978 bis 1979), Karl Pfeiffer (von 1980 bis 2000), Walter Kern (2000–2010) und Christian Kahr (2010–2024).
- Verschönerungsverein Doiber